# Colonia la Asunción
Colonia la Asunción är en ort i Mexiko.   Den ligger i kommunen Tonanitla och delstaten Mexiko, i den sydöstra delen av landet, 30 km norr om huvudstaden Mexico City. Colonia la Asunción ligger 2 245 meter över havet och antalet invånare är 2 881.
Terrängen runt Colonia la Asunción är huvudsakligen platt, men söderut är den kuperad. Runt Colonia la Asunción är det mycket tätbefolkat, med 3 249 invånare per kvadratkilometer. Närmaste större samhälle är Ecatepec de Morelos, 8,2 km söder om Colonia la Asunción. Runt Colonia la Asunción är det i huvudsak tätbebyggt.